# حسنلو (ارومیه)
حسنلو (ارومیه)، روستایی از توابع بخش صومای برادوست شهرستان ارومیه در استان آذربایجان غربی ایران است.

## جمعیت
این روستا در دهستان صومای جنوبی قرار دارد و براساس سرشماری مرکز آمار ایران در سال ۱۳۸۵، جمعیت آن ۵۷۴ نفر (۱۰۶ خانوار) بوده‌است.